# Leo Gordon
Pour les articles homonymes, voir Gordon.
Leo Gordon est un acteur, scénariste et réalisateur américain né le 2 décembre 1922 à New York, État de New York (États-Unis), mort le 26 décembre 2000 à Los Angeles (Californie).

## Filmographie

### comme acteur
- 1953 : China Venture : sgt Hank Janowicz
- 1953 : City of Bad Men : Russell
- 1953 : Bataille sans merci : Tom « Jess » Burgess
- 1953 : La Perle noire (All the Brothers Were Valiant) : Peter How
- 1953 : Hondo, l'homme du désert (Hondo) : Ed Lowe
- 1954 : Les Révoltés de la cellule 11 (Riot in Cell Block 11) : Carnie
- 1954 : L'Égyptien (The Egyptian) : soldat égyptien
- 1954 : The Yellow Mountain : Drake
- 1954 : Le Signe du païen (Sign of the Pagan) : Bleda
- 1954 : Histoires du siècle dernier (Stories of the Century, série télévisée) : Bill Doolin
- 1954 : The Bamboo Prison : Pike
- 1955 : Dix hommes à abattre (Ten Wanted Men) : Frank Scavo
- 1955 : Seven Angry Men : Martin White
- 1955 : Santa Fe Passage (en) : Tuss McLawery
- 1955 : Le Rendez-vous de Hong-Kong (Soldier of Fortune) : Big Matt
- 1955 : Robbers' Roost : Jeff (Hayes' Man)
- 1955 : Le Bagarreur du Tennessee (Tennessee's Partner) : The Sheriff
- 1955 : L'Homme au fusil (Man with the Gun) de Richard Wilson : Ed Pinchot
- 1956 : La Mission du capitaine Benson (7th Cavalry) de Joseph H. Lewis : Vogel
- 1956 : Le Conquérant (The Conqueror) : Tartar captain
- 1956 : The Steel Jungle : Lupo
- 1956 : Crépuscule sanglant : Rod Zellman
- 1956 : L'Or et l'Amour (Great Day in the Morning) : Zeff Masterson
- 1956 : L'Homme qui en savait trop (The Man Who Knew Too Much) : Chauffeur
- 1956 : Johnny Concho de Don McGuire : Mason
- 1956 : Circus Boy (série télévisée) : Hank Miller
- 1957 : Le Secret des eaux mortes (en) (Lure of the Swamp) de Hubert Cornfield : Steggins, Insurance Investigator
- 1957 : The Restless Breed : Cherokee
- 1957 : Black Patch (en) : Hank Danner
- 1957 : Le Salaire du diable (Man in the Shadow) de Jack Arnold : Chet Huneker
- 1957 : Violence dans la vallée  (The Tall Stranger) de Thomas Carr  : Stark
- 1957 : L'Ennemi public (Baby Face Nelson) : John Dillinger
- 1958 : The Notorious Mr. Monks : Chip Klamp
- 1958 : Les Pillards du Kansas (Quantrill's Raiders) : William Clarke Quantrill
- 1958 : The Cry Baby Killer : Man in crowd
- 1958 : Apache Territory (en) : Zimmerman
- 1958 : L'Étoile brisée (Ride a Crooked Trail) : Sam Mason
- 1958 : Escorte pour l'Oregon (en) (Escort West) : Vogel
- 1959 : Le témoin doit être assassiné (The Big Operator) : Danny Sacanzi
- 1959 : Violence au Kansas (The Jayhawkers!) : Jake Barton
- 1960 : Noose for a Gunman (en) : Link Roy
- 1960 : Les Incorruptibles, Guerre des gangs à Saint-Louis
- 1962 : The Nun and the Sergeant (en) : Dockman
- 1962 : The Intruder de Roger Corman : Sam Griffin
- 1962 : Tarzan aux Indes (Tarzan Goes to India) : Bryce, Head Engineer
- 1963 : Le Grand McLintock : Jones
- 1963 : La Malédiction d'Arkham (The Haunted Palace) : Edgar Weeden / Ezra Weeden
- 1963 : Les Rois du soleil (Kings of the Sun) : Hunac Kell
- 1964 : La Chatte au fouet (en) (Kitten with a Whip) : Sgt. Enders
- 1965 : The Girls on the Beach (en) : Second Waiter
- 1965 : L'Arme à gauche : Morrison
- 1966 : The Night of the Grizzly : Cass Dowdy
- 1966 : Beau Geste le baroudeur (Beau Geste) : Krauss
- 1967 : Tobrouk, commando pour l'enfer (Tobruk) : Sgt. Krug
- 1967 : Les Anges de l'enfer (Devil's Angels) : Sheriff Henderson
- 1967 : L'Affaire Al Capone (The St. Valentine's Day Massacre) : Heitler
- 1967 : Hostile Guns : Hank Pleasant
- 1968 : Buckskin : Travis
- 1970 : Les Baroudeurs (You Can't Win 'Em All) : Bolek
- 1970 : Le Virginien (TV) saison 9 épisode 13 (Hannah) : Loma Gartender
- 1971 : The Trackers (TV) : Higgins
- 1973 : Bonnie's Kids (en) d'Arthur Marks : Charley
- 1973 : Mon nom est Personne (Il Mio nome è Nessuno) : Red
- 1975 : Barbary Coast (TV) : Chief Macdonald Keogh
- 1976 : Nashville Girl (en) : Burt
- 1976 : Le Dernier des géants (The Shootist) : Books' victim in flashback
- 1978 : The Lucifer Complex
- 1978 : Son of Hitler : Tuennes
- 1979 : Shérif, fais-moi peur (série TV) : Deux drôles de Shérifs (Saison 1 - Épisode 10) : Marlowe
- 1980 : Shérif, fais-moi peur (série TV) : Conférence au sommet (Saison 2 - Épisode 4) : Devere
- 1980 : La Petite Maison dans la prairie (The House on the Prairie) (série télévisée) saison 6, épisode 9 (Le roi est mort (The king is dead) ) : Milo Stavroupolis
- 1980 : Rage! (TV) : Cal's Father
- 1983 : Le Souffle de la guerre (The Winds of War) (feuilleton TV) : Gen. 'Train' Anderson
- 1983 : Le Combat de Candy Lightner (M.A.D.D.: Mothers Against Drunk Drivers) (TV) : Officer Horvath
- 1983 : Bog : Dr John Warren
- 1983 : Tygra, la glace et le feu (Fire and Ice) : Jarol
- 1985 : All American Cowboy (TV)
- 1985 : Savage Dawn (es) : Sheriff
- 1987 : The Garbage Pail Kids Movie : Guard #1
- 1988 : Big Top Pee-wee : Joe the Blacksmith
- 1988 : Saturday the 14th Strikes Back (en) : The Evil One
- 1988 : War and Remembrance (feuilleton TV) : gén. Omar Bradley
- 1989 : Alienator : Cpl. Coburn
- 1990 : Mob Boss (vidéo) : Don O'Reily
- 1994 : Maverick : Poker Player
- 1994 : Young Indiana Jones and the Hollywood Follies (nl) (TV) : Wyatt Earp

### comme scénariste
- 1957 : Black Patch (en)
- 1957 : Maverick (série télévisée)
- 1958 : Hot Car Girl
- 1958 : The Cry Baby Killer
- 1958 : Escorte pour l'Oregon (en) (Escort West)
- 1959 : Attack of the Giant Leeches
- 1960 : The Wasp Woman
- 1960 : Valley of the Redwoods
- 1961 : The Cat Burglar (en)
- 1963 : L'Halluciné (The Terror)
- 1965 : The Bounty Killer
- 1967 : Tobrouk, commando pour l'enfer (Tobruk)
- 1969 : All the Loving Couples

### comme réalisateur
- 1968 : Auto-patrouille (Adam-12) (série télévisée)

## Récompenses et nominations

### Nominations
Don Siegel dit en parlant de lui "c'est l'homme le plus effrayant que j'ai rencontré de ma vie". Leo Gordon a passé 5 ans de sa vie en prison pour attaque à main armée..